# آلویر
آلویر (به لاتین: Alvier) یک رود در اتریش است که در فورآرلبرگ واقع شده‌است.